# آگنیشکا پرپچکو
آگنیشکا پرپچکو (لهستانی: Agnieszka Perepeczko؛ تلفظ لهستانی: [aɡˈɲɛʂka]؛ زادهٔ ۶ مهٔ ۱۹۴۲) بازیگر اهل لهستان است.
از فیلم‌ها یا برنامه‌های تلویزیونی که وی در آن نقش داشته‌است، می‌توان به چشم‌انداز بعد از نبرد و ماجراهای میخاو اشاره کرد.